# Nedo Nadi

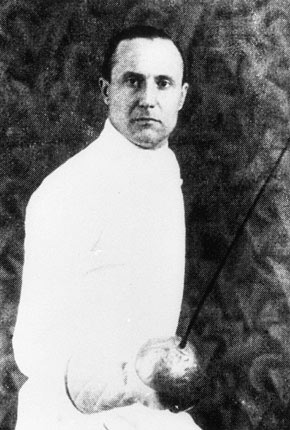
Nedo Nadi

Nedo Nadi (Livorno, 9 juni 1894 – Rome, 29 januari 1940) was een veelzijdig Italiaanse schermer.
Nadi was een van de meest veelzijdige schermers uit de olympische geschiedenis. Hij wist als enige titels te winnen met alle drie de verschillende wapens tijdens dezelfde Spelen.
Zijn olympische carrière begon tijdens de Olympische Spelen van 1912 op slechts 18-jarige leeftijd won hij de individuele floretwedstrijd. Tijdens de spelen van 1920 in Antwerpen kwam hij echter tot nog grotere prestaties. Zijn triomftocht begon toen met zijn hulp het Italiaanse floretteam de landenwedstrijd won. Tijdens de individuele floretwedstrijden wist hij het goud
te pakken door in vierentwintig wedstrijden slechts twee partijen te verliezen. Dat hij ook bij degenwedstrijden succesvol was had Nadi te danken aan het feit dat hij niet altijd naar zijn vader luisterde. Zijn vader, Beppe vond het degen maar een “ongedisciplineerd” wapen en verbood het gebruik van dit wapen in zijn schermhal waar Nedo Nadi meestal trainde. Gelukkig wist Nedo zich af en toe aan zijn vader te onttrekken en kon hij op andere plaatsen oefenen. Dit betaalde zich uit tijdens het landenonderdeel bij de degen waar hij wederom goud pakte. Ten slotte wist Nadi ook bij de individuele en teamwedstrijden met de sabel het goud te veroveren. Zijn broer, Aldo, maakte ook deel uit van alle drie de winnende landenteams.
Tijdens de Eerste Wereldoorlog vocht hij in het Italiaanse leger en werd hij onderscheiden voor zijn vertoonde moed. Hij overleed op 45-jarige leeftijd in Rome.
1896: Eugène-Henri Gravelotte ·
1900: Émile Coste ·
1904: Ramón Fonst ·
1912: Nedo Nadi ·
1920: Nedo Nadi ·
1924: Roger Ducret ·
1928: Lucien Gaudin ·
1932: Gustavo Marzi ·
1936: Giulio Gaudini ·
1948: Jéhan de Buhan ·
1952: Christian d'Oriola ·
1956: Christian d'Oriola ·
1960: Viktor Zjdanovitsj ·
1964: Egon Franke ·
1968: Ion Drîmbă ·
1972: Witold Woyda ·
1976: Fabio Dal Zotto ·
1980: Vladimir Smirnov ·
1984: Mauro Numa ·
1988: Stefano Cerioni ·
1992: Philippe Omnès ·
1996: Alessandro Puccini ·
2000: Kim Young-ho ·
2004: Brice Guyart ·
2008: Benjamin Kleibrink · 
2012: Lei Sheng · 
2016: Daniele Garozzo · 
2020: Cheung Ka-long · 
2024: Cheung Ka-long
1896: Ioannis Georgiadis ·
1900: Georges de la Falaise ·
1904: Manuel Díaz ·
1906: Ioannis Georgiadis ·
1908: Jenő Fuchs ·
1912: Jenő Fuchs ·
1920: Nedo Nadi ·
1924: Sándor Pósta ·
1928: Ödön Tersztyánszky ·
1932: György Piller ·
1936: Endre Kabos ·
1948: Aladár Gerevich ·
1952: Pál Kovács ·
1956: Rudolf Kárpáti ·
1960: Rudolf Kárpáti ·
1964: Tibor Pézsa ·
1968: Jerzy Pawłowski ·
1972: Viktor Sidjak ·
1976: Viktor Krovopoeskov ·
1980: Viktor Krovopoeskov ·
1984: Jean-François Lamour ·
1988: Jean-François Lamour ·
1992: Bence Szabó ·
1996: Stanislav Pozdnjakov ·
2000: Mihai Covaliu ·
2004: Aldo Montano ·
2008: Zhong Man ·
2012: Áron Szilágyi ·
2016: Áron Szilágyi ·
2020: Áron Szilágyi ·
2024: Oh Sang-uk
1908: Alibert, Berger, Collignon, Gravier, Lippmann, Olivier, Stern ·
1912: H. Anspach, P. Anspach, Hennet, Ochs, Salmon, Willems ·
1920: Allocchio, Bozza, Canova, Costantino, Marrazzi, A. Nadi, N. Nadi, Olivier, Thaon di Revel, Urbani ·
1924:  Buchard, Ducret, Gaudin, Labatut, Liottel, Lippmann, Tainturier ·
1928:  Agostoni, Basletta, M. Bertinetti, Cornaggia-Medici, Minoli, Riccardi ·
1932: Buchard, Cattiau, Jourdant, Piot, Schmetz, Tainturier ·
1936: Brusati, Cornaggia-Medici, E. Mangiarotti, Pezzana, Ragno, Riccardi ·
1948: Artigas, Desprets, Guérin, Huet, Lepage, Pécheux ·
1952: Battaglia, F. Bertinetti, Delfino, D. Mangiarotti, E. Mangiarotti, Pavesi ·
1956: Anglesio, F. Bertinetti, Delfino, E. Mangiarotti, Pavesi, Pellegrino ·
1960: Delfino, E. Mangiarotti, Marini, Pavesi, Pellegrino, Saccaro ·
1964: Bárány, Gábor, Kausz, Kulcsár, Nemere ·
1968: Fenyvesi, Kulcsár, Nagy, Nemere, P. Schmitt ·
1972: Erdős, Fenyvesi, Kulcsár, Osztrics, P. Schmitt ·
1976: Edling, Von Essen, Flodström, Högström, Jacobson ·
1980: Boisse, Gardas, Picot, Riboud, Salesse ·
1984: Borrmann, Fischer, Heer, Nickel, Pusch ·
1988: Delpla, Henry, Lenglet, Riboud, Srecki ·
1992: Borrmann, Felisiak, Proske, Resnitstsjenko, A. Schmitt ·
1996: Cuomo, Mazzoni, Randazzo ·
2000: Mazzoni, Milanoli, Randazzo, Rota ·
2004: Boisse, F. Jeannet, J. Jeannet, Obry ·
2008: F. Jeannet, J. Jeannet, Robeiri ·
2016: Borel, Grumier, Jérent, Lucenay ·
2020: Kano, Minobe, Yamada, Uyama ·
2024: Koch, Andrásfi, Siklósi, Nagy
1904: Fonst, Díaz, Van Zo Post ·
1920: Baldi, Costantino, A. Nadi, N. Nadi, Olivier, Puliti, Speciale, Terlizzi ·
1924: Cattiau, Coutrot, de Luget, Ducret, Gaudin, Jobier, Labatut, Perotaux ·
1928: Chiavacci, Gaudini, Guaragna, Pessina, Pignotti, Puliti ·
1932: Bondoux, Bougnol, Cattiau, Gardère, Lemoine, Piot ·
1936: Bocchino, Di Rosa, Gaudini, Guaragna, Marzi, Verratti ·
1948: Bonin, Bougnol, de Buhan, Lataste, d'Oriola, Rommel ·
1952: de Buhan, Lataste, Netter, Noël, d'Oriola, Rommel ·
1956: Bergamini, Carpaneda, Di Rosa, Lucarelli, Mangiarotti, Spallino ·
1960: Midler, Roedov, Sissikin, Svesjnikov, Zjdanovitsj ·
1964: Midler, Sissikin, Sjarov, Svesjnikov, Zjdanovitsj ·
1968: Berolatti, Dimont, Magnan, Noël, Revenu ·
1972: Dąbrowski, Godel, Kaczmarek, Koziejowski, Woyda ·
1976: Bach, Behr, Hein, Reichert, Sens-Gorius ·
1980: Bonin, Boscherie, Flament, Jolyot, Pietruszka ·
1984: Borella, Cerioni, Cipressa, Numa, Scuri ·
1988: Aptsiaoeri, Ibragimov, Koretsky, Mamedov, Romankov ·
1992: Koch, Schreck, Wagner, Weidner, Weißenborn ·
1996: Mamedov, Pavlovitsj, Sjevtsjenko ·
2000: Ferrari, Guyart, Lhotellier, Plumenail ·
2004: Cassarà, Sanzo, Vanni, Zennaro ·
2012: Valerio Aspromonte, Avola, Baldini, Cassarà ·
2016: Achmatchoezin, Safin, Tsjeremisinov ·
2020: Le Péchoux, Lefort, Mertine, Pauty ·
2024: Iimura, Matsuyama, Shikine, Nagano
1908: Földes, Fuchs, Gerde, Tóth, Werkner ·
1912: Berti, Földes, Fuchs, Gerde, Mészáros, Schenker, Tóth, Werkner ·
1920: Baldi, Gargano, A. Nadi, N. Nadi, Puliti, Santelli, Urbani ·
1924: Anselmi, Balzarini, Bertinetti, Bini, Cuccia, Moricca, Puliti, Sarrocchi ·
1928: Garay, Glykais, Gombos, Petschauer, Rády, Tersztyánszky ·
1932: Gerevich, Glykais, Kabos, Nagy, Petschauer, Piller ·
1936: Berczelly, Gerevich, Kabos, Kovács, Rajcsányi, Rajczy ·
1948: Berczelly, Gerevich, Kárpáti, Kovács, Rajcsányi, Papp ·
1952: Berczelly, Gerevich, Kárpáti, Kovács, Rajcsányi, Papp ·
1956: Gerevich, Hámori, Kárpáti, Keresztes, Kovács, Magay ·
1960: Delneky, Gerevich, Horváth, Kárpáti, Kovács, Mendelényi ·
1964: Asatiani, Mavlichanov, Melnikov, Rakita, Rylski ·
1968: Oemjar Mavlichanov, Naslimov, Rakita, Sidjak, Vinokoerov ·
1972: Maffei, M.A. Montano, M.T. Montano, Rigoli, Salvadori ·
1976: Boertsev, Krovopoeskov, Naslimov, Sidjak, Vinokoerov ·
1980: Aljochin, Boertsev, Krovopoeskov, Naslimov, Sidjak ·
1984: Arcidiacono, Dalla Barba, Marin, Meglio, Scalzo ·
1988: Bujdosó, Csongrádi, Gedővári, Nébald, Szabó ·
1992: Goettsajt, Kirijenko, Pogossov, Pozdnjakov, Sjirsjov ·
1996: Kirijenko, Pozdnjakov, Tsjarikov ·
2000: Frossin, Pozdnjakov, Tsjarikov ·
2004: Pillet, D. Touya, G. Touya ·
2008: Pillet, Sanson, Lopez ·
2012: Gu, Kim, Oh, Won ·
2020: Oh, Kim Jun, Kim Jung, Gu  ·
2024: Oh, Gu, Park, Do
- Bibliothèque nationale de France: cb14976897k (data)
- International Standard Name Identifier: 0000 0003 8039 6027
- Library of Congress Control Number: no2008089208
- Virtual International Authority File: 258964490
- WorldCat: E39PBJmpdcpxWgWmGwQMtCdqQq